# Danielle Williams
Danielle Williams (Saint Andrew, 14 de septiembre de 1992) es una deportista jamaicana que compite en atletismo, especialista en las carreras de vallas.
Ganó tres medallas en el Campeonato Mundial de Atletismo entre los años 2015 y 2023, en la prueba de 100 m vallas.

## Palmarés internacional
| Campeonato Mundial | Campeonato Mundial | Campeonato Mundial | Campeonato Mundial |
| Año                | Lugar              | Medalla            | Prueba             |
| ------------------ | ------------------ | ------------------ | ------------------ |
| 2015               | Pekín (China)      | Medalla de oro     | 100 m vallas       |
| 2019               | Doha (Catar)       | Medalla de bronce  | 100 m vallas       |
| 2023               | Budapest (Hungría) | Medalla de oro     | 100 m vallas       |